# Karuzela z madonnami
Karuzela z madonnami – singiel zespołu Maanam, wydany w lipcu 2005 roku. Jest to cover utworu Ewy Demarczyk. Zespół zaprezentował tę piosenkę podczas 42 KFPP Opole 2005 „Wielkie, większe, największe – 80 lat Polskiego Radia”. Na singlu oprócz utworu tytułowego, znajdują się jeszcze „Paranoja jest goła” w wersji live, oraz materiał wideo z wykonania utworu i film o zespole.

## Lista utworów
1. „Karuzela z madonnami” – 2:30
2. „Paranoja jest goła 2005” (live) – 4:49

MATERIAŁ WIDEO – Pliki do odtwarzania na komputerach PC i MAC:
1. „Karuzela z madonnami” – 4:54
2. „Maanam 2005” (film o zespole) – 28:37

## Twórcy
- Kora – śpiew
- Marek Jackowski – gitary
- Janusz Iwański – gitary
- Bogdan Wawrzynowicz – gitara basowa
- Jose Manuel Alban Juarez – perkusja
- Cezary Kaźmierczak – instrumenty klawiszowe, Hammond

Produkcja muzyczna
- Marek Jackowski, Maanam, Wojciech Przybylski
- Nagranie: Wojciech Przybylski
- Zgranie: Wojciech Przybylski, Marek Jackowski, Janusz Yanina Iwański
- Mastering: Jacek Gawłowski / JG Masterlab

- Projekt graficzny: Mateusz Jackowski / Mateusz Labuda
- Zdjęcie: Andrzej Tyszko
- Management: Kamiling Co. i Mateusz Labuda